# Roisan
Roisan (arpità Rouèsan) és un municipi italià, situat a la regió de Vall d'Aosta. L'any 2007 tenia 978 habitants. Limita amb els municipis d'Aosta, Doues, Gignod, Saint-Christophe i Valpelline.

## Administració

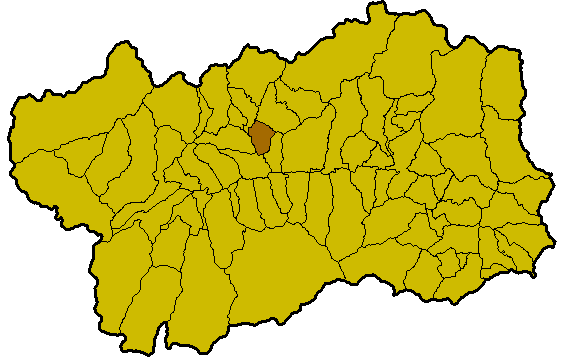
Situació de Roisan a la Vall

| Període | Identitat              | Partit        |
| ------- | ---------------------- | ------------- |
| 2005-   | Silvio Giustino Barrel | Llista cívica |